# Randy Johnson (Footballspieler)
Randolph Klaus „Randy“ Johnson (* 17. Juni 1944 in San Antonio, Texas; † 17. September 2009 in Brevard, North Carolina) war ein US-amerikanischer American-Football-Spieler auf der Position des Quarterback in der National Football League (NFL).

## Frühe Jahre
Johnson ging in seiner Geburtsstadt San Antonio auf die High School. Später ging er auf die Texas A&M University, wo er für das College-Football-Team spielte.

## NFL
Randy Johnson wurde in der ersten Runde an 16. Stelle von dem damals neu gegründeten Franchise Atlanta Falcons ausgewählt. Er stellt damit den ersten Starting Quarterback für dieses Team dar. Außerdem ist er der erste Spieler der Texas A&M University, der in der ersten Runde des NFL-Draft ausgewählt wurde. In seinen 5 Jahren für die Atlanta Falcons erwarf er 34 Touchdowns, zusätzlich erlief er noch sieben. Er wechselte für drei Saisons zu den New York Giants, wo er sich jedoch nicht richtig durchsetzen konnte. Nach einem erfolgreichen Jahr in der 1974 neu gegründeten World Football League bei den The Hawaiians (er erreichte mit den Hawaiians das Halbfinale) kam er zurück in die NFL zu den Washington Redskins, für die er nie ein Spiel absolvierte. 1976 unterschrieb er bei den Green Bay Packers, für die er jedoch auch nur in drei Spielen auflief. Über seine gesamte Karriere in der NFL kamen 647 Pässe bei einem Mitspieler an, dabei hatte er 1286 Passversuche, er erzielte 51 Touchdowns und ihm unterliefen 90 Interceptions.